# Agulla astuta
Agulla astuta är en halssländeart som först beskrevs av Nathan Banks 1911.  Agulla astuta ingår i släktet Agulla och familjen ormhalssländor. Inga underarter finns listade i Catalogue of Life.